# بخش بلک
بخش بلک (به فرانسوی: Arrondissement de Bellac) یک بخش در فرانسه است که در اوت-وین واقع شده‌است.